# 愉快なフェリックス
『愉快なフェリックス』（仏: Drôle de Félix）は、1999年に製作されたフランスの映画。
日本では、2003年7月18日に第12回東京国際レズビアン&ゲイ映画祭にて上映された。

## キャスト
- フェリックス：サミ・ブアジラ
- ダニエル：ピエール＝ル・ラジョ（フランス語版）
- マチルド：パタシュー（フランス語版）
- イザベル：アリアンヌ・アスカリッド